# Moonlight Serenade
"Moonlight Serenade" is een swingnummer van de Amerikaanse bandleider Glenn Miller uit 1939. Hier zijn later songteksten aan toegevoegd door Mitchell Parish.
In 1935 speelde het orkest van Miller al voorlopers van dit nummer. In 1939 nam het orkest de versie op voor een single-release bij RCA Records. Het nummer werd "Moonlight Serenade" genoemd omdat het de B-kant was van het nummer "Sunlight Serenade". In 1943 bracht het United States Department of War de single uit op het V-Disc label om de overzeese troepen gemotiveerd te houden.
De compositie bereikte in 1939 de derde plek in de Amerikaanse hitlijst en het was ook een hit in Italië en het Verenigd Koninkrijk.

## NPO Radio 2 Top 2000
| Nummer met noteringen in de NPO Radio 2 Top 2000 | '06  | '07  |
| ------------------------------------------------ | ---- | ---- |
| Moonlight Serenade                               | 1521 | 1883 |

1. ↑  Een vetgedrukt getal geeft de hoogste notering aan.
2. ↑  2006 was het eerste jaar met een notering voor dit nummer.
3. ↑  Deze tabel is bijgewerkt tot en met de laatste editie (2024).